# Surfing on Sine Waves
Surfing on Sine Waves — студийный альбом Ричарда Д. Джеймса, который он выпустил под псевдонимом Polygon Window на Warp Records 11 января 1993 года. Альбом стал вторым релизом в рамках проекта лейбла Artifical Intelligence и первым релизом сольного исполнителя в этом проекте (до этого была компиляция Artifical Intelligence).

## Список композиций

### Издание 1993 года
1. «Polygon Window» — 5:24
2. «Audax Powder» — 4:36
3. «Quoth» — 5:34
4. «If It Really Is Me» — 7:01
5. «Supremacy II» — 4:04
6. «UT1 - dot» — 5:17
7. (untitled) — 6:24
8. «Quixote» — 6:00
9. «Quino-phec» — 4:42

### Американское переиздание 2001 года
1. «Polygon Window» — 5:24
2. «Audax Powder» — 4:36
3. «Quoth» — 5:34
4. «If It Really Is Me» — 7:01
5. «Supremacy II» — 4:04
6. «UT1 - dot» — 5:17
7. (untitled) — 6:24
8. «Quixote» — 6:00
9. «Portreath Harbour» — 4:44
10. «Redruth School» — 2:43
11. «Quino-phec» — 4:42